# Caroline Schmitt
Caroline Schmitt (geb. 1992) ist eine deutsche Journalistin und Schriftstellerin.

## Leben
Nach ihrem Abitur studierte sie Journalismus an der University of the Arts London, wo sie einen Bachelor of Arts (Hons) erwarb. Ihr Schwerpunkt liegt auf der Konzeption von Texten und Videoskripten sowie Social-Media-Inhalten. Sie lebt in Berlin, wo sie als freie Journalistin arbeitet, unter anderem für die Deutsche Welle, Deutschlandfunk Kultur, das ZDF und funk.
Ihr Debütroman Liebewesen hatte einen Vorlauf von etwa fünf Jahren bis zum Erscheinen 2023. Nach ersten Notizen und einem verworfenen Anfang schrieb sie im ersten Pandemiejahr 2020 den Hauptteil ihres „Corona-Romans“, für den sie ein Stipendium der VG Wort aus dem Programm „Neustart Kultur“ bekommen hatte. Dessen Protagonistin Lio, traumatisiert durch eine Vergewaltigung bei einem Dorffest, geht ihre erste Beziehung ein und wird ungewollt schwanger. In der taz lobte Marie-Sofia Trautmann die „unaufdringlich[e] und nie plakative“ Schilderung dessen, „was es bedeutet, wenn innerhalb einer Beziehung soziale Milieus aufeinanderprallen“.

## Werke
- Liebewesen. Eichborn-Verlag, Köln 2023, ISBN 978-3-8479-0181-5.